# Conus curassaviensis
Espèce
Statut de conservation UICN

 NT  : Quasi menacé
Conus curassaviensis est une espèce de mollusques gastéropodes marins de la famille des Conidae.
Comme toutes les espèces du genre Conus, ces escargots sont prédateurs et venimeux. Ils sont capables de « piquer » les humains et doivent donc être manipulés avec précaution, voire pas du tout.

## Distribution
Cette espèce est présente dans la mer des Caraïbes au large d'Aruba, Antilles néerlandaises.

### Niveau de risque d’extinction de l’espèce
Selon l'analyse de l'UICN réalisée en 2011 pour la définition du niveau de risque d'extinction, cette espèce se trouve uniquement autour de l'île d'Aruba. Cette espèce est très restreinte dans son aire de répartition, survivant le long d'un tronçon de côte de seulement 70 km. L'accélération du développement touristique le long de cette portion de côte, avec la construction de stations balnéaires et l'ensablement potentiel des zones de récifs adjacentes (en raison de la modification de l'écoulement des eaux de pluie côtières), ainsi que la perturbation des communautés d'eau peu profonde par les plongeurs avec tuba, mettent cette espèce en danger (E. Petuch comm. pers. 2013). Cette espèce est classée comme quasi menacée, répondant presque à la norme B1ab+2ab.

## Taxonomie

### Publication originale
L'espèce Conus curassaviensis a été décrite pour la première fois en 1792 par le conchyliologiste danois Christian Hee Hwass (1731-1803) dans la publication intitulée « Encyclopédie méthodique ou par ordre de matières Histoire naturelle des vers - volume 1 » écrite par le naturaliste français Jean-Guillaume Bruguière (1750-1798),.

### Synonymes
- Conus (Stephanoconus) curassaviensis Hwass, 1792 · appellation alternative
- Conus cedonulli var. curassaviensis Hwass, 1792 · non accepté (protonyme)
- Protoconus curassaviensis (Hwass, 1792) · non accepté
- Tenorioconus curassaviensis (Hwass, 1792) · non accepté

## Identifiants taxonomiques
Chaque taxon catalogué par les bases de données biologiques et taxonomiques possède un identifiant qui permet d'établir un point de référence. Les identifiants de Conus curassaviensis dans les principales bases sont les suivants :
BOLD : 650294 - CoL : XX96 - GBIF : 6511216 - iNaturalist : 431927 - IRMNG : 11706432 - TAXREF : 150226 - UICN : 192535 - WoRMS : 430334